# Billy Talent (álbum)
Billy Talent es el álbum de estudio debut de la banda canadiense de punk rock Billy Talent, publicado el 16 de septiembre de 2003, después de que su primer álbum Watoosh! fuese lanzado con su antiguo nombre Pezz en 1999. Billy Talent fue certificado 3 veces disco de platino en Canadá en enero de 2007. El álbum fue nominado a Mejor Álbum Rock en los Juno Awards de 2004. El álbum fue grabado en The Factory en Vancouver, Columbia Británica.

## Recepción
En 2005, Billy Talent se clasificó en el número 453 en el libro The 500 Greatest Rock & Metal Albums of All Time (Los 500 mejores álbumes de Rock & Metal de todos los tiempos) de la revista Rock Hard.

## Lista de canciones
Todas las letras escritas por Billy Talent.
| N.º | Título                  | Duración |  |
| 1.  | «This Is How It Goes»   | 3:27     |  |
| 2.  | «Living in the Shadows» | 3:15     |  |
| 3.  | «Try Honesty»           | 4:13     |  |
| 4.  | «Line & Sinker»         | 3:37     |  |
| 5.  | «Lies»                  | 2:58     |  |
| 6.  | «The Ex»                | 2:40     |  |
| 7.  | «River Below»           | 3:00     |  |
| 8.  | «Standing in the Rain»  | 3:20     |  |
| 9.  | «Cut the Curtains»      | 3:50     |  |
| 10. | «Prisoners of Today»    | 3:53     |  |
| 11. | «Nothing to Lose»       | 3:38     |  |
| 12. | «Voices of Violence»    | 3:10     |  |

## Posiciones en lista
| Lista              | Posición |
| ------------------ | -------- |
| Billboard 200      | 194      |
| Heatseekers Albums | 11       |
| Canadian Albums    | 6        |
| Austrian Albums    | 69       |
| German Albums      | 97       |
| UK Albums          | 124      |

## Miembros
- Benjamin Kowalewicz - Vocalista principal
- Ian D'Sa - Guitarra, coros, dirección de arte, diseño de paquete
- Jonathan Gallant - Bajo, coros
- Aaron Solowoniuk - Batería

## Apariciones
- La canción "Line & Sinker" puede ser oída en la película de 2003 Grind pero no está incluida en el álbum oficial de la banda sonora.
- La canción "Nothing to Lose" se oye en la película polaca Sala Samobójców.